# Come Give Your Love to Me
A Come Give Your Love to Me Janet Jackson amerikai énekesnő második kislemeze bemutatkozó, Janet Jackson című albumáról. 1983 januárjában jelent meg. A Billboard Hot 100 slágerlistán az 58., az R&B-slágerlistán a 17., a dance listán a 30. helyre került.

## Hivatalos változatok/Remixek
- Come Give Your Love to Me (Album Version) – 5:03
- Come Give Your Love to Me (Edited Version) – 3:57

## Számlista[1]
7" kislemez (USA, Egyesült Királyság)
12" kislemez (Egyesült Királyság)
1. Come Give Your Love to Me (Edited Version)
2. The Magic Is Working

12" kislemez (Kanada)
1. Come Give Your Love to Me (Edited Version)
2. Come Give Your Love to Me

## Helyezések
| Slágerlista (1983)                             | Legmagasabb helyezés |
| ---------------------------------------------- | -------------------- |
| USA Billboard Hot 100                          | 58                   |
| USA Billboard Hot R&B/Hip-Hop Singles & Tracks | 17                   |
| USA Billboard Dance Music/Club Play Singles    | 30                   |